# Ш
Ш je cirilska črka, ki se je razvila iz glagolske črke . Izgovarja se kot š in se v slovanskih jezikih po navadi tudi prečrkuje v latinico kot š. V drugih jezikih uporabljajo prečrkovanja sh (angleško), ch (francosko), sch (nemško), itd.
Tradicionalno in tudi sodobno ime te črke je ša (ша).
| tiskano | pisano |
| ------- | ------ |
| Ш ш     | Ш ш    |

Opomba: V rokopisu in v kurzivi večina narodov piše malo črko kot ш (to obliko črke vsebuje tudi večina sodobnih računalniških fontov), v srbščini in makedonščini pa je bolj v navadi oblika z dodatno črtico:.
Zanimivost: Franc Serafin Metelko je v svoji pisavi, metelčici, za glas š uporabil črko , ki je podobna cirilski črki Ш.